# Алексеевка (Сумский район)
Алексе́евка (укр. Олексі́ївка) — село,
Алексеевский сельский совет,
Сумский район,
Сумская область,
Украина.
Код КОАТУУ — 5924780301. Население по переписи 2001 года составляло 547 человек. По состоянию на 23 июня 2025 года в селе оставалось 2 человека.
Является административным центром Алексеевского сельского совета, в который, кроме того, входят сёла
Андреевка,
Владимировка и
Новониколаевка.

## Географическое положение
Село Алексеевка находится на одном из истоков реки Снагость.
На расстоянии в 2,5 км расположены сёла Владимировка, Андреевка и Новониколаевка. В 4-х км проходит граница с Россией.

## История
- Село Алексеевка впервые в исторических документах вспоминается в 1897 году.

## Экономика
- Молочно-товарная ферма.